# إيفان موبلي
إيفان موبلي (بالإنجليزية: Evan Mobley)‏ هو لاعب كرة سلة أمريكي يلعب في مركز لاعب وسط في نادي كليفلاند كافالييرز.

## روابط خارجية
- إيفان موبلي على موقع إن بي أي (الإنجليزية)
- إيفان موبلي على موقع سبورتس رفرنس (الإنجليزية)
- إيفان موبلي على موقع كرة السلة الأوروبية.كوم (الإنجليزية)
- إيفان موبلي على موقع إي إس بي إن.كوم (الإنجليزية)
- إيفان موبلي على موقع كلية كرة السلة في سبورتس رفرنس.كوم (الإنجليزية)
- إيفان موبلي على موقع ريلجم (الإنجليزية)
- إيفان موبلي على موقع بروبوليرز (الإنجليزية)